# Hōki (Tottori)
Hōki (伯耆町?, Hōki-chō) è una cittadina giapponese della prefettura di Tottori.